# Ivan Kecojević
Ivan Kecojević (ur. 10 kwietnia 1988 w Barze) – czarnogórski piłkarz grający na pozycji obrońcy w Albacete Balompié.

## Kariera klubowa
Profesjonalną karierę piłkarską rozpoczynał w klubie Mornar Bar. W 2007 roku przeniósł się do Serbii i został graczem drużyny Teleoptik Belgrad. W kolejnych latach reprezentował barwy zespołów Čukarički Stankom i OFK Beograd. W 2013 roku wyjechał do Turcji i podpisał umowę z drużyną Gaziantepspor. W 2014 roku przeszedł do FC Zürich.

## Kariera reprezentacyjna
W reprezentacji Czarnogóry zadebiutował 14 listopada 2012 w meczu eliminacji mistrzostw świata przeciwko San Marino. Na boisku pojawił się w 71 minucie.
| Mecze i gole w reprezentacji | Mecze i gole w reprezentacji | Mecze i gole w reprezentacji | Mecze i gole w reprezentacji | Mecze i gole w reprezentacji | Mecze i gole w reprezentacji | Mecze i gole w reprezentacji |
| 2012                         | 2012                         | 2012                         | 2012                         | 2012                         | 2012                         | 2012                         |
| ---------------------------- | ---------------------------- | ---------------------------- | ---------------------------- | ---------------------------- | ---------------------------- | ---------------------------- |
| 1.                           | 14.11.2012                   | Podgorica, Czarnogóra        | San Marino                   | 3:0                          | 0                            | El. MŚ 2014                  |
| 2013                         |                              |                              |                              |                              |                              |                              |
| 2.                           | 07.06.2013                   | Podgorica, Czarnogóra        | Ukraina                      | 0:4                          | 0                            | El. MŚ 2014                  |
| 3.                           | 14.08.2013                   | Żodzino, Białoruś            | Białoruś                     | 1:1                          | 0                            | towarzyski                   |